# 33702 Spencergreen
33702 Spencergreen este o planetă minoră (asteroid) din centura de asteroizi. A fost descoperită pe 18 mai 1999 la Experimental Test Site⁠(d) de Lincoln Near-Earth Asteroid Research. 
Obiectul prezintă o orbită caracterizată de o semiaxă mare de 2,3325306 UAi, o excentricitate de 0,15, o înclinație de 4,40274 ° în raport cu ecliptica.